# VV Taurus
Le Volleybalvereniging Taurus est un club néerlandais de volley-ball fondé en 1970 et basé à Houten qui évolue pour la saison 2017-2018 en Topdivisie Dames.

## Effectifs

### Saison 2011-2012
Entraîneur : Arjen Schimmel  Pays-Bas